# Paraje Nazaret Uno
Paraje Nazaret Uno är en ort i Mexiko.   Den ligger i kommunen Ocosingo och delstaten Chiapas, i den sydöstra delen av landet, 800 km öster om huvudstaden Mexico City. Paraje Nazaret Uno ligger 1 737 meter över havet och antalet invånare är 169.
Terrängen runt Paraje Nazaret Uno är huvudsakligen kuperad, men åt sydost är den bergig. Paraje Nazaret Uno ligger uppe på en höjd. Runt Paraje Nazaret Uno är det glesbefolkat, med 16 invånare per kvadratkilometer. Närmaste större samhälle är Ocosingo, 6,6 km öster om Paraje Nazaret Uno. I omgivningarna runt Paraje Nazaret Uno växer i huvudsak städsegrön lövskog.